# Cardinal Woodin
Na teoria dos conjuntos, um  cardinal Woodin (nomeado em homenagem ao matemático, William Hugh Woodin) é um número cardinal λ tal que para todas as funções:
f : λ → λ
existe um cardinal κ < λ com
{f(β)|β < κ} ⊆ κ
e uma incorporação elementar
j : V → M
a partir de V em um modelo interno transitivo M com o ponto crítico κ e
Vj(f)(κ) ⊆ M.
Uma definição equivalente é a seguinte: λ é Woodin se e apenas se λ é altamente inacessível e para todos  {\displaystyle A\subseteq V_{\lambda }} onde existe um {\displaystyle \lambda _{A}} < λ que é {\displaystyle <\lambda }-{\displaystyle A}-forte.
{\displaystyle \lambda _{A}} sendo {\displaystyle <\lambda }-{\displaystyle A}-forte significa que, para todos os ordinais α < λ, existe um {\displaystyle j:V\to M} que é uma incorporação elementar com ponto crítico {\displaystyle \lambda _{A}}, {\displaystyle j(\lambda _{A})>\alpha }, {\displaystyle V_{\alpha }\subseteq M} e {\displaystyle j(A)\cap V_{\alpha }=A\cap V_{\alpha }}.
Um cardinal Woodin é precedido por um conjunto estacionário de cardinais mensuráveis e, portanto, é um cardinal Mahlo.